# Coras cavernorum
Espèce
Coras cavernorum est une espèce d'araignées aranéomorphes de la famille des Agelenidae.

## Distribution
Cette espèce est endémique de Caroline du Nord aux États-Unis,. Elle se rencontre dans une grotte vers Waynesville dans le comté de Haywood.

## Description
La femelle holotype mesure 13 mm.

## Publication originale
- Barrows, 1940 : New and rare spiders from the Great Smoky Mountain National Park region. Ohio Journal of Science, vol. 40, p. 130-138 (texte intégral).